# Anhaltelager Kaisersteinbruch
Das Anhaltelager Kaisersteinbruch war neben dem Anhaltelager Wöllersdorf das zweitgrößte Lager der austrofaschistischen Diktatur in Österreich. Mit der Zuweisung von etwa 70 Häftlingen wurde es im Jänner 1934 in Kaisersteinbruch in Betrieb genommen.

## Geschichte bis zum Februaraufstand
Unmittelbar nach der Errichtung des Ständestaates wurde ein Anhaltelager in Kaisersteinbruch errichtet, worauf mit 18. Jänner 1934 eine Gendarmerie-Außenstelle in der Stärke von 20 Beamten aufgestellt wurde. Zum Kommandanten wurde Gendarmeriemajor Arthur Windisch ernannt. Zunächst waren in den Baracken einige Nationalsozialisten untergebracht, die nach einigen Tagen mit rotweißroten Bändchen wieder entlassen wurden.
„Der 12. Februar 1934 hat hier im Ort viel Unruhe ausgelöst“, schreibt Pater Clemens Lissy. Einige sozialdemokratische Arbeiter wurden in das Anhaltelager gebracht.
Lange Zeit musste der Seelsorger auf die Erlaubnis, das Lager betreten zu dürfen, warten, obgleich der protestantische Pastor schon früher seinen Gottesdienst dort abgehalten hat. Erst als das Kommando im Lager gewechselt wurde, durfte er für die Katholiken im Lager die Hl. Messe lesen. Es waren beim ersten Gottesdienst gegen 130 Personen anwesend. Noch an drei Sonntagen wurde der Gottesdienst, mit Heiliger Messe, Predigt, Beichte und Kommunion, im Lager abgehalten. Dann wurde im Mai das Lager aufgelassen; die gefährlichsten Insassen mussten nach Wöllersdorf ins Anhaltelager.

## Dokumentierte Gefangene
Josef Fitzthum, Michael Friesacher, Ernst Kaltenbrunner, Anton Reinthaller, Ferdinand von Sammern-Frankenegg, Gustav Wagner-Wehrborn, weiters Bonaventura Berloschnik, Erwin Schramm, Franz Staffa und Otto Tschadek.

## „Ostmärkische Sturmscharen“ des Bezirkes Neusiedl am See im Aufgebot
Die ganze Woche nach dem 12. Februar 1934 waren in Kittsee 40 Männer im Dienst und überwachten die tschechoslowakische Grenze. Der besonderen Aufmerksamkeit der Kittseer Kameraden gelang es auch, einige flüchtende Schutzbündler festzunehmen. In Pama versahen 22 Männer ihren Dienst, ebenso in Zurndorf und Nickelsdorf. Im Anhaltelager Kaisersteinbruch unter dem Kommando des Zugskommandanten Josef Pöschl bestand die Wachmannschaft aus 35 Personen, die aus allen Teilen des Bezirkes stammten.
„Als wir gehört haben“, schreibt Vinzenz Böröcz, dass nach den Februarkämpfen 1934 in Kaisersteinbruch Gegner des damaligen Ständestaates inhaftiert und festgehalten wurden, waren viele über diese Entwicklung verbittert. Am härtesten traf es die Bevölkerung von Kaisersteinbruch selbst, die trotz Krise und Not fest zur Demokratie stand.

## Neusiedler Landesschützen im Dienst
Während der Februarrevolte wurden auch die Neusiedler Landesschützen aufgeboten. Zunächst galt es, den Wachdienst in der Heimat zu unterstützen, da Gendarmerie und Militär aus dem heimattreuen Bezirk leicht abgezogen werden konnten. In Neusiedl am See blieben 80 Mann konzentriert. Zur Bewachung des Anhaltelagers in Kaisersteinbruch wurde ein Detachement zur Verfügung gestellt.
Josef Wolf, Bürgermeister, dokumentierte: „…ab Jänner 1934 wurde ein Teil des Kaisersteinbrucher Militärlagers zu einem Konzentrationslager für Nationalsozialisten eingerichtet…“. Und in den Tagen des 12. Februar wurden auch die im Burgenland verhafteten Vertrauensmänner der sozialdemokratischen und kommunistischen Partei, sowie des freien Gewerkschaftsbundes hier untergebracht. Als Wachmannschaft wurden Angehörige der Vaterländischen Front aus dem südlichen Burgenland hierher beordert, welche aber zu den Gefangenen sehr streng waren und sie meist recht brutal behandelten. Gegen diese Methoden wurden häufig Hungerstreiks durchgeführt. Das war für die Freiwillige Feuerwehr von Kaisersteinbruch eine anstrengende Arbeit, denn sie musste über Auftrag der burgenländischen Landesregierung im Lager Dienst machen und die im Hungerstreik befindlich gewesenen Gefangenen mittels Tragbahre zur ärztlichen Untersuchung und zur künstlichen Ernährung bringen.
Aus Kaisersteinbruch selbst waren sieben sozialdemokratische Vertrauensmänner in Haft. Über Intervention einiger, in Freiheit gewesener Kollegen bei der Bezirkshauptmannschaft Neusiedl am See und bei der Landesregierung wurden dieselben schon nach fünf Tagen wieder freigelassen. Im Mai 1934 wurde das Konzentrationslager wieder aufgelöst und acht Baracken davon der Heeresökonomie zur Fohlen-, Kälber- und Schafzucht zur Verfügung gestellt. Außerdem waren über den Sommer große Polizei- und Gendarmerieabteilungen aus ganz Österreich hier untergebracht, wo sie im Scharfschießen und im Straßennahkampf ausgebildet wurden.

## Lager für Nationalsozialisten
Den Kommunisten war es am leichtesten gefallen, ihren Parteiapparat in die Illegalität zu übertragen, für sie bedeutete die Anhaltung nur einen graduellen Unterschied der allgemeinen Verfolgung. Für die Sozialdemokraten waren diese Maßnahmen jedoch ein Schock. Für die Nationalsozialisten hatte das Lager jedoch eine grundsätzlich andere Bedeutung. Das Gefühl, Märtyrer für eine „heilige Sache“ zu sein, und der unbeirrte Glaube an eine Belohnung des Mühsals durch Hitler brachte eine Stimmung der gläubigen, freudigen Erwartung  mit sich.

## Dazu vier Jahre später
Pressemeldung vom 15. Juni 1938.
Rundfahrt der ehemaligen Kaisersteinbruch-Häftlinge: Am Sonntag fand auf dem Traunsee mit dem Dampfer eine Rundfahrt der Kaisersteinbrucher Kameraden statt, die sich zu einem Treffen in Traunkirchen eingefunden hatten. An dem Treffen nahm auch Minister Reinthaller teil.
Rund 600 Männer aus allen Gauen Oberösterreichs wurden im Laufe des Jänner 1934 in das Anhaltelager Kaisersteinbruch im Burgenland gebracht. Der größte Teil der Oberösterreicher und auch einige aus der Steiermark und Niederösterreich waren in der Baracke 22 untergebracht.

## Paul Koller
Paul Koller war von 1925 bis 1929 Bürgermeister der Freistadt Eisenstadt, Vizebürgermeister von 1930 bis 1934. Während seiner Tätigkeit wurde Eisenstadt zur Landeshauptstadt erhoben. 3 Monate lang war er im KZ Kaisersteinbruch angehalten und unter Polizeiaufsicht gestellt. Durch diese politische Verfolgung während der Regierung der Heimwehrfaschisten geriet seine Familie in allergrößte Not. Er schloss sich im Widerstand den Kommunisten an und wurde 1945–1950 Vizebürgermeister in Eisenstadt.